# Chowan County
Chowan County är ett administrativt område i delstaten North Carolina, USA, med 14 793 invånare. Den administrativa huvudorten (county seat) är Edenton.

## Geografi
Enligt United States Census Bureau så har countyt en total area på 603 km². 448 km² av den arean är land och 158 km² är vatten.  

### Angränsande countyn
- Gates County - nord
- Perquimans County - öst
- Washington County - syd
- Bertie County - väst
- Hertford County - nordväst